# De administrando imperio
De administrando imperio (O správě říše), česky někdy uváděný jako K synu Romanovi, je spis napsaný Konstantinem VII. Porfyrogennétem, byzantským císařem, kolem roku 950. Kniha probírá problémy správy Byzantské říše a obsahuje informace o různých zemích a národech, které byly její součástí. Kniha také pojednává o strategiích obrany a diplomacii. Slouží jako cenný historický zdroj pro porozumění Byzantské říši a její politice, ale i jako zdroj informací o mnohých národech té doby, neboť Konstantin se zabývá i etnografickými tématy, popisuje zvyky a historii různých národů, přičemž často jde o první nebo jediný písemný pramen o těchto národech, které neměly ještě rozvinuto vlastní písemnictví. Kniha je z tohoto hlediska významná i pro studium raných dějin Slovanů. Konstantin používal jako zdroj starší byzantské spisy, dokumenty a osobní zkušenosti. Knihu sepsal ve formě rad pro svého syna a následníka císařského trůnu Romana. Text byl napsán řecky, ale je znám pod latinským jménem, neboť císař mu nedal název, pouze ho nadepsal věnováním "Konstantin, v Kristu Věčném Suverén, císař Římanů, svému vlastnímu synu Romanovi, císaři korunovanému Bohem a narozenému v purpuru". Latinský název dal knize v roce 1611 Johannes Meursius.

## Autor
Císař Konstantin VII. Porfyrogennétos (905–959) byl jediným přeživším synem císaře Leona VI. Moudrého (886–912). Konstantinův otec Lev byl známý svými znalostmi a spisy, a Konstantin VII. také věřil, že jeho matka Zoe Karbonopsina byla příbuznou kronikáře Theofana Homologeta, jednoho z vážených historiků raně středověké Byzance. Konstantin VII. byl učený císař, který se snažil podporovat vzdělanost. Shromáždil skupinu vzdělanců, aby připravil knihy o správě, ceremoniích a historii Východořímské říše. Tento okruh vytvořil tři nedokončené knihy (De administrando imperio, De ceremoniis a De thematibus) a dokončil biografii Konstantinova děda Basileia I.

## Text
Text známý jako De administrando imperio je připisován samotnému císaři, ale ten měl jistě alespoň jednoho vzdělaného anonymního spolupracovníka. Přímá oslovení syna Romana II. a Konstantinovy komentáře v první osobě se nacházejí jak na začátku traktátu, tak v kapitole 13, stejně jako na konci textu, v kapitole 51. V tomto textu není jeho syn Romanos II. nikdy označován jako samostatný vládce, byl tedy dle všeho dokončen za Konstantinova života. Uvádí se, že byl napsáno mezi lety 948 až 952. Kapitoly 27, 29 a 45 podporují tuto teorii. Kapitola 29 říká: "Nyní je rok 6457 od stvoření světa". Byzantský rok 6457 od stvoření světa odpovídá letům 948/949 západního křesťanského letopočtu. Kapitola 45 říká: "Nyní je rok od stvoření světa 6460 za vlády Konstantina [VII] a Romana [II]". Byzantský rok 6460 od stvoření světa odpovídá letům 951/952 našeho letopočtu. Podle některých odborníků byl text sestaven o něco později, někdy po roce 952 a před listopadem 959, kdy Konstantin VII. zemřel. Jiní zase věří, že kniha je pouze nedokončený rukopis napsaný mezi lety 926 a listopadem 959.
Úmysl císaře Konstantina VII. napsat příručku pro svého nástupce, snižuje možnost, že by ní byly napsány zásadní vědomé nepravdy. De Administrando Imperio je tak jedním z nejdůležitějších pramenů pro studium Východořímské říše (Byzance) a jejích sousedů. Dílo kombinuje dva Konstantinovy dřívější traktáty: O vládě státu a různých národech (Περὶ Διοικήσεως τοῦ Κράτους βιβλίον καὶ τῶν διαφόρων Ἐθνῶν), které se týkají historie a charakteru národů sousedících s říší, včetně Maďarů, Pečeněhů, Kyjevské Rusi, jihoslovanských národů, Arabů, Langobardů, Arménů a Gruzínců, a O tématech východu a západu (Περὶ θεμάτων Ἀνατολῆς καὶ Δύσεως, známý v latině jako De Thematibus), který se zabývá nedávnými událostmi v císařských provinciích. K tomu byly přidány Konstantinovy politické pokyny pro svého syna Romana.
Kniha je rozdělena do čtyř částí:
- klíč k zahraniční politice v nejnebezpečnější a nejsložitější oblasti současné politické scény, oblasti na severu a Skytů
- lekce o diplomacii, kterou je třeba uplatňovat při jednání s národy téže oblasti
- komplexní geografický a historický přehled většiny okolních národů
- shrnutí nedávné vnitřní historie, politiky a organizace říše

Historický přehled, který císař sestavil během 40. let 10. století, je obsažen v kapitolách 12–40. Nacházejí se zde i legendární příběhy o tom, jak na území kolem říše přišli národy jako Saracéni, Langobardi, Benátčané, Srbové, Chorvati, Maďaři nebo Pečeněhové. Kapitoly 1–8 a 10–12 vysvětlují císařskou politiku vůči Pečeněhům a Turkům. Kapitola 13 je obecný pokyn týkající se zahraniční politiky, který pochází od císaře. Kapitoly 43-46 se zabývají soudobou politikou na severovýchodě (Arménie a Gruzie). Průvodce začleněním a zdaněním nových císařských provincií a některými částmi občanské a námořní správy se nachází v kapitolách 49–52. Tyto pozdější kapitoly (a kapitola 53) byly navrženy, aby poskytly praktické pokyny císaři Romanovi II. a pravděpodobně byly přidány během roku 951–952, k Romanovým čtrnáctým narozeninám (952).

## Jazyk
Jazyk, který Konstantin používá, je přímočará vysoká středověká řečtina, trochu složitější než u kanonizovaných evangelií, a poměrně srozumitelná pro vzdělaného moderního Řeka. Jedinou obtíží je pravidelné užívání technických termínů, které mohou pro moderního čtenáře představovat obtíž. Například Konstantin píše o pravidelné praxi posílání basilikoí do vzdálených zemí pro jednání, čímž míní královské vyslance. V úvodu císař zdůrazňuje, že se úmyslně vyhnul "vznešeným attickým výrazům". Důvodem bylo i to, že text byl pravděpodobně zamýšlen i jako značně praktická příručka pro vyšší úředníky a jedná se tak o text, který patrně nejvíce evokuje mluvený jazyk Byzance 10. století ze všech dochovaných byzantských textů. První moderní edice doprovázená anglickým překladem R. J. H. Jenkinse vyšla v Budapešti v roce 1949 a je dílem maďarského filologa Gyuly Moravcsika.